# Spontani proces
Spontani proces je vremenska evolucija sistema pri čemu on oslobađa slobodnu energiju i prelazi na niže, termodinamički stabilnije energetsko stanje. Konvencija znaka za slobodnu energiju sledi opštu konvenciju za termodinamička merenja, prema kojoj oslobađanje slobodne energije iz sistema korespondira negativnoj promeni slobodne energije sistema, i pozitivnnoj promeni slobodne energije okruženja.
U zavisnosti od prirode procesa, slobodna energija se različito određuje. Na primer, Gibsova slobodna energija se koristi kad se razmatra proces koji se odvija pod uslovima konstantnog pritiska i temperature, dok se Helmholcova slobodna energija koristi pri razmatranju procesa koji se odvijaju pod uslovima konstantne zapremine i temperature. Pošto su supontani procesi karakterisani smanjenjem slobodne energije sistema, oni ne moraju da budu pokretani spoljašnjim izvorom energije.
U slučajevima izolovanih sistema, gde ne dolazi do razmene energije sa okolinom, spontani procesi su karakterisani povećanjem entropije.

## Pregled
Generalno, spontanost procesa samo određuje da li proces može da se odvija ili ne, i ne daje nikakve indikacije o tome da li će se proces odvijati. Drugim rečima, spontanost je neophodan, ali nedovoljan uslov da se proces zapravo odvije. Osim toga, spontanost ne daje indikacije o brzini kojom se proces može odvijati. Na primer, konverzija dijamanta u grafit je spontani proces na sobnoj temperaturi i pritisku. Uprkos toga što je spontan, ovaj proces se ne odvija, zato što je energija razlaganja jakih veza između ugljenika veća od oslobođene slobodne energije.

## Upotreba slobodne energije u određivanju spontanosti
Za proces koji se odvija pri konstantnoj temperaturi i pritisku, spontanost se može utvrditi koristeći promene Gibsove slobodne energije, koja je data izrazom:
{\displaystyle \Delta G=\Delta H-T\Delta S\,},
gde je znak ΔG zavistan od znakova promene entalpije (ΔH) i entropije (ΔS). Znak ΔG se menja iz pozitivnog u negativan (i obrnuto), pri čemu je T = ΔH/ΔS.
U slučajevima gde je ΔG:
- negativno, proces je spontan i može da teče unapred kao što je napisano.
- positivno, proces is nespontan kako je napisan, ali on možda može da se spontano odvija u suprotnom smeru.
- nula, proces je u ravnoteži, i nema neto promena tokom vremena.

Ovaj set pravila se može koristiti za određivanje četiri zasebna slučaja na osnovu znakova parametara ΔS i ΔH.
- Kad je  > 0 i  < 0, proces je uvek spontan kako je napisan.
- Kad je  < 0 i  > 0, proces nije spontan, ali je reverzni proces uvek spontan.
- Kad je  > 0 i  > 0, proces će biti spontan na visokim temperaturama i nespontan na niskim temperaturama.
- Kad je  < 0 i  < 0, proces će biti spontan na niskim temperatures i nespontan na visokim temperaturama.

U zadnja dva slučaja, temperatura na kojoj se spontanost menja će biti određena relativnim magnitudama ΔS i ΔH.

## Upotreba entropije za određivanje spontanosti
Kad se koristi entropska promena procesa za procenu spontanosti, važno je da se pažljivo razmotri definicija sistema i okruženja. Drugi princip termodinamike navodi će da proces u izolovanom sistemu biti spontan ako se entropija sistema povećava tokom vremena. Za otvorene ili zatvorene sisteme, međutim, izjava mora da bude izmenjena da bi se naglasilo da se ukupna entropija kombiniranog sistema i okoline mora povećati, ili
{\displaystyle \Delta S_{\textrm {ukupno}}=\Delta S_{\textrm {sistem}}+\Delta S_{\textrm {okolina}}\geq 0\,}.
Ovaj kriterijum se može zatim koristiti da se objasni kako može doći do smanjenja entropije otvorenog i zatvorenog sistema tokom spontanog procesa. Do smanjenja entropije sistema može jedino spontano doći ako je entropska promena okoline pozitivnog znaka i ima veću magnitudu od entropske promene sistema:
{\displaystyle \Delta S_{\textrm {okolina}}>0}  i  {\displaystyle \left|\Delta S_{\textrm {okolina}}\right|>\left|\Delta S_{\textrm {sistem}}\right|}
U mnogim procesima, povećanje entropije okoline se ostvaruje putem toplotnog transfera sa sistema na okolinu (i.e. egzotermni proces).